# Луций Пазидиен Фирм
Луций Пазидиен Фирм (на латински: Lucius Pasidienus Firmus) e политик и сенатор на Римската империя през 1 век.
Той е син на Публий Пазидиен Фирм (суфектконсул 65 г.). По времето на император Веспасиан Луций Фирм е през 75 г. суфектконсул заедно с Домициан.